# Chaco-kanyon
A Chaco-kanyon (angolul Chaco Wash) érdekes geológiai képződmény, egyszersmind a korai észak-amerikai indiánok fontos prehisztorikus településterülete az Amerikai Egyesült Államok Új-Mexikó államában.

## Földrajzi jellege
A kanyon egy homokkő táblahegységben alakult ki a Colorado-fennsík közelében. A körülvevő hegységek keleten a San Pedro-hegység, északon a San Juan-hegység, nyugaton pedig a Chuska-hegység. A kanyon északkelet-délnyugati csapású, nem túl nagy mélységű (körülbelül 30 méteres), de nagyon széles (kilométeres nagyságrendű) folyóvízi bevágás révén. Tengerszint feletti magassága 1890 és 1960 méter közötti. Növényzete ritkás bozót, az évi csapadékmennyiség nem haladja meg a 200 mm-t, de az is általában egyben, a nyár végén zúdul le. Felszíni víz az év nagy részében gyakorlatilag nem létezik, forrásai kis vízhozamúak. Sivatagi éghajlata a hőmérséklet szélsőséges ingadozásaiban is jelentkezik: a +40 °C-tól a -30 °C-ig váltakozik. Nagy a napi hőmérséklet-ingadozás is, kevesebb mint 150 nap az éves fagymentes időszak.

## Geológiája
A térség a kréta időszakban homokos, mocsaras tengerpart volt, ebből ülepedett ki a finomszemű, sokszor aleurolitos homokkő. Ez alkotja a késő kréta korú mesa verdei homokkő formációt, helyenként palás szerkezetű, agyagos betelepülésekkel. A kanyon a tercier során mélyen bevágódott a menefee palaformációba tartozó alapkőzetbe is, mivel a térség ekkoriban jóval csapadékosabb volt. Ezt a mély és széles bevágást a quarter során az egyre kisebb erejű vízfolyás hordalékkal feltöltötte, kialakítva a kanyon aljának széles, sík felszínét.

## Növény- és állatvilág
Legjellegzetesebb növénye az Artemisia tridentata nevű szúrós, kis termetű cserje és a különböző kaktuszfélék, amikkel az amerikai sivatagok jellemző növénytársulásaihoz csatlakozik. Helyenként cserjés erdők és vörösfenyő, mandulafenyő, borókafenyő borítja. Hasznosítható növényei a zsályaüröm, szirtipimpó, egymagvú boróka, keskenylevelű jukka, amerikai mandulafenyő, kereklevelű bivalyszem, tövises körtekaktusz.
Állatai között a cserjét is legelni képes növényevők, mint a jávorszarvas és öszvérszarvas a legjelentősebbek. Ezek vadászatára szakosodott a prérifarkas. Kisebb ragadozója a vörös hiúz, borzok, rókák és a szkunk. Jelentős rágcsáló és denevér populációk is élnek itt. A madarak kis számban képviselik magukat, leginkább a gyalogkakukk, a Cooper-sólyom és a tarka vércse, ezenkívül baglyok, keselyűk és hollók. A hüllőket leginkább a vakondgyíkfélék képviselik.

## Emberek
Mintegy 12 000 éves emberi nyomok találhatók itt, amelyek megelőzik még a clovis-kultúrát is. Az atlatl-kultúra népe következik az i. e. első évezredben, majd a következő évezred közepén a pecos-kultúra. Ez közvetlen őse a puebló népnek, az anasaziknak.
A kanyonban kilenc nagyobb telep (magas ház) található, körzetében pedig több ezer kisebb lelőhely koncentrálódik. A kanyon és környéke a chacói kultúra névadója. A kanyonból sugárirányban 640 km hosszúságú úthálózat indul ki.

## Fordítás
- Ez a szócikk részben vagy egészben  a   Chaco Culture National Historical Park című angol Wikipédia-szócikk fordításán alapul.  Az eredeti cikk szerkesztőit annak laptörténete sorolja fel. Ez a jelzés csupán a megfogalmazás eredetét és a szerzői jogokat jelzi, nem szolgál a cikkben szereplő információk forrásmegjelöléseként.